# Gabinete Laval I
O Gabinete Laval I foi o ministério formado por Pierre Laval em 27 de janeiro de 1931 e dissolvido em 13 de junho do mesmo ano. Foi o 86º gabinete da Terceira República Francesa, sendo antecedido pelo Gabinete Steeg e sucedido pelo Gabinete Laval II.

## Contexto
O primeiro gabinete organizado por Pierre Laval conseguiu sua investidura na Assembleia Nacional Francesa em 30 de janeiro de 1931, por 312 votos a 258, com Laval tornando-se Presidente do Conselho de Ministros com a mesma maioria de governos anteriores, formada por vários moderados de centro-esquerda e centro-direita. Uma vez que a França ainda não tivesse sofrido os piores efeitos da Grande Depressão, seu governo colocou a aparente prosperidade do país a serviço de uma política externa pacifista iniciada por Aristide Briand.
Laval negociou com o chanceler alemão Heinrich Brüning, concedeu crédito ao Reichsbank e viajou para Berlim em 27 de setembro daquele ano. Diante da imprensa, Laval declarou que "a colaboração leal é essencial". Ainda naquele mês, após retiradas maciças de ouro do Banco da Inglaterra, o governo britânico pediu que Laval interviesse, dada a recusa dos Estados Unidos em ajudá-lo. Laval, então, fez com que o Banco da França comprasse libras esterlinas e salvou temporariamente a situação, o que não impediu o Reino Unido de abandonar o padrão-ouro três dias depois, nem a desvalorização de 40% de sua moeda, o que custou caro à França.
Nesse contexto de crise, Pierre Laval renunciou, para logo em seguida reformular seu gabinete e ser reconduzido ao poder, em 13 de junho de 1931.

## Composição
- Presidente da República: Gaston Doumergue
- Presidente do Conselho de Ministros: Pierre Laval
- Ministro dos Estrangeiros: Aristide Briand
- Ministro da Justiça: Léon Bérard
- Ministro do Interior: Pierre Laval
- Ministro da Guerra: André Maginot
- Ministro das Finanças: Pierre-Étienne Flandin
- Ministro da Marinha Militar: Charles Dumont
- Ministro da Instrução Pública e Belas Artes: Marius Roustan
- Ministro das Obras Públicas: Maurice Deligne
- Ministro da Agricultura: André Tardieu
- Ministro do Comércio e Indústria: Louis Rollin
- Ministro do Trabalho e Segurança Social: Adolphe Landry
- Ministro das Pensões: Auguste Champetier de Ribes
- Ministro do Ar: Jacques-Louis Dumesnil
- Ministro dos Correios, Telégrafos e Telefones: Charles Guernier
- Ministro da Marinha Mercante: Louis de Chappedelaine
- Ministro da Saúde Pública: Camille Blaisot
- Ministro do Orçamento: François Piétri

## Realizações
- Instituição de uma política de deflação severa.